# Сельское поселение «Деревня Захарово»
Сельское поселение «Деревня Захарово» — муниципальное образование в составе Малоярославецкого района Калужской области России.
Центр — деревня Захарово.

## Население
| 2010 | 2012 | 2013 | 2014 | 2015 | 2016 | 2017 |
| ---- | ---- | ---- | ---- | ---- | ---- | ---- |
| 434  | ↘424 | ↘405 | ↘390 | ↘382 | ↘377 | ↘346 |
| 2018 | 2019 | 2020 | 2021 |      |      |      |
| ↘324 | ↘313 | ↗321 | ↗516 |      |      |      |

## Состав
В поселение входят 15 населённых мест:
- деревня Захарово
- деревня Азарово
- деревня Буревестник
- деревня Верховье
- деревня Дмитриевское
- деревня Крапивня
- деревня Муратово
- деревня Новосёлки
- деревня Петрово
- деревня Подосинки
- деревня Пожарки
- деревня Севрюково
- деревня Сисеево
- деревня Суслово
- деревня Усадье